# Duurt te lang
Duurt te lang is een nummer van de Nederlandse rapper Glen Faria alias MC Fit. Het label Top Notch bracht het nummer in april 2013 uit met een animatie-videoclip. Het nummer haalde de hitlijsten niet. In het najaar van 2018 scoorde zangeres Davina Michelle een nummer-1 hit met een eigen vertolking van het nummer, die ze live uitvoerde in de vijfde aflevering van het elfde seizoen van het AVROTROS-programma Beste Zangers.

## Achtergrond
Faria schreef het nummer in 2013 over de dagelijkse sleur in zijn huwelijk. Tijdens de uitzending van "Beste Zangers" maakt zangeres Davina Michelle een cover van dit nummer. Twee dagen later belandde Michelle's uitvoering op de eerste plaats van meest gedownloade nummers in iTunes. Niet veel later behaalde het nummer de 1e plek in zowel de Nederlandse Top 40, de Mega Top 50 en de Nederlandse Single Top 100. Tevens was het nummer een Tip in de Vlaamse Ultratop 50. De originele vertolking van Glen Faria behaalde daarentegen geen hitnotering.
In november 2018 werd het nummer van Davina Michelle bekroond met een gouden plaat. Anno 2022 heeft de single in Nederland de vijfdubbele platina status. Tevens belandde het nummer in het najaar van 2018 in de Radio 2 Top 2000 op de 477e plek, hiermee was ze de hoogste Nederlandse binnenkomer.
Op 21 december 2018 verbrak Davina Michelle met het nummer wederom een record: het nummer stond acht weken op de eerste plek in de Top 40, nooit eerder stond een Nederlandse zangeres zo lang bovenaan de hitlijst. Het record was hiervoor in handen van Yvonne Keeley die met If I had words zeven weken op de eerste plek stond in 1978. In 2019 won Hoogendoorn door deze hit de award Muziekmoment van het jaar en op 11 januari 2019 werd ze de zangeres die het langst solo op nummer 1 in de Nederlandse Top 40 heeft gestaan. Hierbij verslaat ze de Canadese zangeres Céline Dion en de Amerikaanse Alexis Jordan. Echter werd dat record eind 2019 gebroken door de Australische zangeres Tones and I. In de concurrerende hitlijst Mega Top 50 stond het aanzienlijk minder lang op nummer één, namelijk 5 weken; in de Single Top 100 6 weken.

## Hitnoteringen
Hieronder een overzicht van de hitnoteringen die Davina Michelle met haar variant van het nummer scoorde.

### Nederlandse Top 40
| Hitnotering: 20-10-2018 t/m 20-04-2019 | Hitnotering: 20-10-2018 t/m 20-04-2019 | Hitnotering: 20-10-2018 t/m 20-04-2019 | Hitnotering: 20-10-2018 t/m 20-04-2019 | Hitnotering: 20-10-2018 t/m 20-04-2019 | Hitnotering: 20-10-2018 t/m 20-04-2019 | Hitnotering: 20-10-2018 t/m 20-04-2019 | Hitnotering: 20-10-2018 t/m 20-04-2019 | Hitnotering: 20-10-2018 t/m 20-04-2019 | Hitnotering: 20-10-2018 t/m 20-04-2019 | Hitnotering: 20-10-2018 t/m 20-04-2019 | Hitnotering: 20-10-2018 t/m 20-04-2019 | Hitnotering: 20-10-2018 t/m 20-04-2019 | Hitnotering: 20-10-2018 t/m 20-04-2019 | Hitnotering: 20-10-2018 t/m 20-04-2019 |
| Week:                                  | 1                                      | 2                                      | 3                                      | 4                                      | 5                                      | 6                                      | 7                                      | 8                                      | 9                                      | 10                                     | 11                                     | 12                                     | 13                                     | 14                                     |
| -------------------------------------- | -------------------------------------- | -------------------------------------- | -------------------------------------- | -------------------------------------- | -------------------------------------- | -------------------------------------- | -------------------------------------- | -------------------------------------- | -------------------------------------- | -------------------------------------- | -------------------------------------- | -------------------------------------- | -------------------------------------- | -------------------------------------- |
| Positie:                               | 22                                     | 4                                      | 1                                      | 1                                      | 1                                      | 1                                      | 1                                      | 1                                      | 1                                      | 1                                      | 1                                      | 1                                      | 1                                      | 3                                      |
| Week:                                  | 15                                     | 16                                     | 17                                     | 18                                     | 19                                     | 20                                     | 21                                     | 22                                     | 23                                     | 24                                     | 25                                     | 26                                     | 27                                     |                                        |
| Positie:                               | 5                                      | 6                                      | 6                                      | 7                                      | 9                                      | 13                                     | 17                                     | 21                                     | 30                                     | 32                                     | 33                                     | 37                                     | 40                                     | uit                                    |

### NederlandseSingle Top 100
| Hitnotering (week 1 t/m 97): 06-10-2018 t/m 08-08-2020 Hitnotering (week 98 t/m 100): 10-10-2020 t/m 24-10-2020 Hitnotering (week 101): 21-11-2020 Hitnotering (week 102 t/m 107): 09-01-2021 t/m 13-02-2021 Hitnotering (week 108 t/m 114): 27-02-2021 t/m 10-04-2021 Hitnotering (week 115 t/m 118): 01-05-2021 t/m 22-05-2021 Hitnotering (week 119): 07-01-2023 Hitnotering (week 120 t/m 121): 29-04-2023 t/m 06-05-2023 Hitnotering (week 122): 07-10-2023 Hitnotering (week 123 t/m 125): 21-10-2023 t/m 04-11-2023 Hitnotering (week 126): 18-11-2023 | Hitnotering (week 1 t/m 97): 06-10-2018 t/m 08-08-2020 Hitnotering (week 98 t/m 100): 10-10-2020 t/m 24-10-2020 Hitnotering (week 101): 21-11-2020 Hitnotering (week 102 t/m 107): 09-01-2021 t/m 13-02-2021 Hitnotering (week 108 t/m 114): 27-02-2021 t/m 10-04-2021 Hitnotering (week 115 t/m 118): 01-05-2021 t/m 22-05-2021 Hitnotering (week 119): 07-01-2023 Hitnotering (week 120 t/m 121): 29-04-2023 t/m 06-05-2023 Hitnotering (week 122): 07-10-2023 Hitnotering (week 123 t/m 125): 21-10-2023 t/m 04-11-2023 Hitnotering (week 126): 18-11-2023 | Hitnotering (week 1 t/m 97): 06-10-2018 t/m 08-08-2020 Hitnotering (week 98 t/m 100): 10-10-2020 t/m 24-10-2020 Hitnotering (week 101): 21-11-2020 Hitnotering (week 102 t/m 107): 09-01-2021 t/m 13-02-2021 Hitnotering (week 108 t/m 114): 27-02-2021 t/m 10-04-2021 Hitnotering (week 115 t/m 118): 01-05-2021 t/m 22-05-2021 Hitnotering (week 119): 07-01-2023 Hitnotering (week 120 t/m 121): 29-04-2023 t/m 06-05-2023 Hitnotering (week 122): 07-10-2023 Hitnotering (week 123 t/m 125): 21-10-2023 t/m 04-11-2023 Hitnotering (week 126): 18-11-2023 | Hitnotering (week 1 t/m 97): 06-10-2018 t/m 08-08-2020 Hitnotering (week 98 t/m 100): 10-10-2020 t/m 24-10-2020 Hitnotering (week 101): 21-11-2020 Hitnotering (week 102 t/m 107): 09-01-2021 t/m 13-02-2021 Hitnotering (week 108 t/m 114): 27-02-2021 t/m 10-04-2021 Hitnotering (week 115 t/m 118): 01-05-2021 t/m 22-05-2021 Hitnotering (week 119): 07-01-2023 Hitnotering (week 120 t/m 121): 29-04-2023 t/m 06-05-2023 Hitnotering (week 122): 07-10-2023 Hitnotering (week 123 t/m 125): 21-10-2023 t/m 04-11-2023 Hitnotering (week 126): 18-11-2023 | Hitnotering (week 1 t/m 97): 06-10-2018 t/m 08-08-2020 Hitnotering (week 98 t/m 100): 10-10-2020 t/m 24-10-2020 Hitnotering (week 101): 21-11-2020 Hitnotering (week 102 t/m 107): 09-01-2021 t/m 13-02-2021 Hitnotering (week 108 t/m 114): 27-02-2021 t/m 10-04-2021 Hitnotering (week 115 t/m 118): 01-05-2021 t/m 22-05-2021 Hitnotering (week 119): 07-01-2023 Hitnotering (week 120 t/m 121): 29-04-2023 t/m 06-05-2023 Hitnotering (week 122): 07-10-2023 Hitnotering (week 123 t/m 125): 21-10-2023 t/m 04-11-2023 Hitnotering (week 126): 18-11-2023 | Hitnotering (week 1 t/m 97): 06-10-2018 t/m 08-08-2020 Hitnotering (week 98 t/m 100): 10-10-2020 t/m 24-10-2020 Hitnotering (week 101): 21-11-2020 Hitnotering (week 102 t/m 107): 09-01-2021 t/m 13-02-2021 Hitnotering (week 108 t/m 114): 27-02-2021 t/m 10-04-2021 Hitnotering (week 115 t/m 118): 01-05-2021 t/m 22-05-2021 Hitnotering (week 119): 07-01-2023 Hitnotering (week 120 t/m 121): 29-04-2023 t/m 06-05-2023 Hitnotering (week 122): 07-10-2023 Hitnotering (week 123 t/m 125): 21-10-2023 t/m 04-11-2023 Hitnotering (week 126): 18-11-2023 | Hitnotering (week 1 t/m 97): 06-10-2018 t/m 08-08-2020 Hitnotering (week 98 t/m 100): 10-10-2020 t/m 24-10-2020 Hitnotering (week 101): 21-11-2020 Hitnotering (week 102 t/m 107): 09-01-2021 t/m 13-02-2021 Hitnotering (week 108 t/m 114): 27-02-2021 t/m 10-04-2021 Hitnotering (week 115 t/m 118): 01-05-2021 t/m 22-05-2021 Hitnotering (week 119): 07-01-2023 Hitnotering (week 120 t/m 121): 29-04-2023 t/m 06-05-2023 Hitnotering (week 122): 07-10-2023 Hitnotering (week 123 t/m 125): 21-10-2023 t/m 04-11-2023 Hitnotering (week 126): 18-11-2023 | Hitnotering (week 1 t/m 97): 06-10-2018 t/m 08-08-2020 Hitnotering (week 98 t/m 100): 10-10-2020 t/m 24-10-2020 Hitnotering (week 101): 21-11-2020 Hitnotering (week 102 t/m 107): 09-01-2021 t/m 13-02-2021 Hitnotering (week 108 t/m 114): 27-02-2021 t/m 10-04-2021 Hitnotering (week 115 t/m 118): 01-05-2021 t/m 22-05-2021 Hitnotering (week 119): 07-01-2023 Hitnotering (week 120 t/m 121): 29-04-2023 t/m 06-05-2023 Hitnotering (week 122): 07-10-2023 Hitnotering (week 123 t/m 125): 21-10-2023 t/m 04-11-2023 Hitnotering (week 126): 18-11-2023 | Hitnotering (week 1 t/m 97): 06-10-2018 t/m 08-08-2020 Hitnotering (week 98 t/m 100): 10-10-2020 t/m 24-10-2020 Hitnotering (week 101): 21-11-2020 Hitnotering (week 102 t/m 107): 09-01-2021 t/m 13-02-2021 Hitnotering (week 108 t/m 114): 27-02-2021 t/m 10-04-2021 Hitnotering (week 115 t/m 118): 01-05-2021 t/m 22-05-2021 Hitnotering (week 119): 07-01-2023 Hitnotering (week 120 t/m 121): 29-04-2023 t/m 06-05-2023 Hitnotering (week 122): 07-10-2023 Hitnotering (week 123 t/m 125): 21-10-2023 t/m 04-11-2023 Hitnotering (week 126): 18-11-2023 | Hitnotering (week 1 t/m 97): 06-10-2018 t/m 08-08-2020 Hitnotering (week 98 t/m 100): 10-10-2020 t/m 24-10-2020 Hitnotering (week 101): 21-11-2020 Hitnotering (week 102 t/m 107): 09-01-2021 t/m 13-02-2021 Hitnotering (week 108 t/m 114): 27-02-2021 t/m 10-04-2021 Hitnotering (week 115 t/m 118): 01-05-2021 t/m 22-05-2021 Hitnotering (week 119): 07-01-2023 Hitnotering (week 120 t/m 121): 29-04-2023 t/m 06-05-2023 Hitnotering (week 122): 07-10-2023 Hitnotering (week 123 t/m 125): 21-10-2023 t/m 04-11-2023 Hitnotering (week 126): 18-11-2023 | Hitnotering (week 1 t/m 97): 06-10-2018 t/m 08-08-2020 Hitnotering (week 98 t/m 100): 10-10-2020 t/m 24-10-2020 Hitnotering (week 101): 21-11-2020 Hitnotering (week 102 t/m 107): 09-01-2021 t/m 13-02-2021 Hitnotering (week 108 t/m 114): 27-02-2021 t/m 10-04-2021 Hitnotering (week 115 t/m 118): 01-05-2021 t/m 22-05-2021 Hitnotering (week 119): 07-01-2023 Hitnotering (week 120 t/m 121): 29-04-2023 t/m 06-05-2023 Hitnotering (week 122): 07-10-2023 Hitnotering (week 123 t/m 125): 21-10-2023 t/m 04-11-2023 Hitnotering (week 126): 18-11-2023 | Hitnotering (week 1 t/m 97): 06-10-2018 t/m 08-08-2020 Hitnotering (week 98 t/m 100): 10-10-2020 t/m 24-10-2020 Hitnotering (week 101): 21-11-2020 Hitnotering (week 102 t/m 107): 09-01-2021 t/m 13-02-2021 Hitnotering (week 108 t/m 114): 27-02-2021 t/m 10-04-2021 Hitnotering (week 115 t/m 118): 01-05-2021 t/m 22-05-2021 Hitnotering (week 119): 07-01-2023 Hitnotering (week 120 t/m 121): 29-04-2023 t/m 06-05-2023 Hitnotering (week 122): 07-10-2023 Hitnotering (week 123 t/m 125): 21-10-2023 t/m 04-11-2023 Hitnotering (week 126): 18-11-2023 | Hitnotering (week 1 t/m 97): 06-10-2018 t/m 08-08-2020 Hitnotering (week 98 t/m 100): 10-10-2020 t/m 24-10-2020 Hitnotering (week 101): 21-11-2020 Hitnotering (week 102 t/m 107): 09-01-2021 t/m 13-02-2021 Hitnotering (week 108 t/m 114): 27-02-2021 t/m 10-04-2021 Hitnotering (week 115 t/m 118): 01-05-2021 t/m 22-05-2021 Hitnotering (week 119): 07-01-2023 Hitnotering (week 120 t/m 121): 29-04-2023 t/m 06-05-2023 Hitnotering (week 122): 07-10-2023 Hitnotering (week 123 t/m 125): 21-10-2023 t/m 04-11-2023 Hitnotering (week 126): 18-11-2023 | Hitnotering (week 1 t/m 97): 06-10-2018 t/m 08-08-2020 Hitnotering (week 98 t/m 100): 10-10-2020 t/m 24-10-2020 Hitnotering (week 101): 21-11-2020 Hitnotering (week 102 t/m 107): 09-01-2021 t/m 13-02-2021 Hitnotering (week 108 t/m 114): 27-02-2021 t/m 10-04-2021 Hitnotering (week 115 t/m 118): 01-05-2021 t/m 22-05-2021 Hitnotering (week 119): 07-01-2023 Hitnotering (week 120 t/m 121): 29-04-2023 t/m 06-05-2023 Hitnotering (week 122): 07-10-2023 Hitnotering (week 123 t/m 125): 21-10-2023 t/m 04-11-2023 Hitnotering (week 126): 18-11-2023 | Hitnotering (week 1 t/m 97): 06-10-2018 t/m 08-08-2020 Hitnotering (week 98 t/m 100): 10-10-2020 t/m 24-10-2020 Hitnotering (week 101): 21-11-2020 Hitnotering (week 102 t/m 107): 09-01-2021 t/m 13-02-2021 Hitnotering (week 108 t/m 114): 27-02-2021 t/m 10-04-2021 Hitnotering (week 115 t/m 118): 01-05-2021 t/m 22-05-2021 Hitnotering (week 119): 07-01-2023 Hitnotering (week 120 t/m 121): 29-04-2023 t/m 06-05-2023 Hitnotering (week 122): 07-10-2023 Hitnotering (week 123 t/m 125): 21-10-2023 t/m 04-11-2023 Hitnotering (week 126): 18-11-2023 | Hitnotering (week 1 t/m 97): 06-10-2018 t/m 08-08-2020 Hitnotering (week 98 t/m 100): 10-10-2020 t/m 24-10-2020 Hitnotering (week 101): 21-11-2020 Hitnotering (week 102 t/m 107): 09-01-2021 t/m 13-02-2021 Hitnotering (week 108 t/m 114): 27-02-2021 t/m 10-04-2021 Hitnotering (week 115 t/m 118): 01-05-2021 t/m 22-05-2021 Hitnotering (week 119): 07-01-2023 Hitnotering (week 120 t/m 121): 29-04-2023 t/m 06-05-2023 Hitnotering (week 122): 07-10-2023 Hitnotering (week 123 t/m 125): 21-10-2023 t/m 04-11-2023 Hitnotering (week 126): 18-11-2023 | Hitnotering (week 1 t/m 97): 06-10-2018 t/m 08-08-2020 Hitnotering (week 98 t/m 100): 10-10-2020 t/m 24-10-2020 Hitnotering (week 101): 21-11-2020 Hitnotering (week 102 t/m 107): 09-01-2021 t/m 13-02-2021 Hitnotering (week 108 t/m 114): 27-02-2021 t/m 10-04-2021 Hitnotering (week 115 t/m 118): 01-05-2021 t/m 22-05-2021 Hitnotering (week 119): 07-01-2023 Hitnotering (week 120 t/m 121): 29-04-2023 t/m 06-05-2023 Hitnotering (week 122): 07-10-2023 Hitnotering (week 123 t/m 125): 21-10-2023 t/m 04-11-2023 Hitnotering (week 126): 18-11-2023 | Hitnotering (week 1 t/m 97): 06-10-2018 t/m 08-08-2020 Hitnotering (week 98 t/m 100): 10-10-2020 t/m 24-10-2020 Hitnotering (week 101): 21-11-2020 Hitnotering (week 102 t/m 107): 09-01-2021 t/m 13-02-2021 Hitnotering (week 108 t/m 114): 27-02-2021 t/m 10-04-2021 Hitnotering (week 115 t/m 118): 01-05-2021 t/m 22-05-2021 Hitnotering (week 119): 07-01-2023 Hitnotering (week 120 t/m 121): 29-04-2023 t/m 06-05-2023 Hitnotering (week 122): 07-10-2023 Hitnotering (week 123 t/m 125): 21-10-2023 t/m 04-11-2023 Hitnotering (week 126): 18-11-2023 | Hitnotering (week 1 t/m 97): 06-10-2018 t/m 08-08-2020 Hitnotering (week 98 t/m 100): 10-10-2020 t/m 24-10-2020 Hitnotering (week 101): 21-11-2020 Hitnotering (week 102 t/m 107): 09-01-2021 t/m 13-02-2021 Hitnotering (week 108 t/m 114): 27-02-2021 t/m 10-04-2021 Hitnotering (week 115 t/m 118): 01-05-2021 t/m 22-05-2021 Hitnotering (week 119): 07-01-2023 Hitnotering (week 120 t/m 121): 29-04-2023 t/m 06-05-2023 Hitnotering (week 122): 07-10-2023 Hitnotering (week 123 t/m 125): 21-10-2023 t/m 04-11-2023 Hitnotering (week 126): 18-11-2023 | Hitnotering (week 1 t/m 97): 06-10-2018 t/m 08-08-2020 Hitnotering (week 98 t/m 100): 10-10-2020 t/m 24-10-2020 Hitnotering (week 101): 21-11-2020 Hitnotering (week 102 t/m 107): 09-01-2021 t/m 13-02-2021 Hitnotering (week 108 t/m 114): 27-02-2021 t/m 10-04-2021 Hitnotering (week 115 t/m 118): 01-05-2021 t/m 22-05-2021 Hitnotering (week 119): 07-01-2023 Hitnotering (week 120 t/m 121): 29-04-2023 t/m 06-05-2023 Hitnotering (week 122): 07-10-2023 Hitnotering (week 123 t/m 125): 21-10-2023 t/m 04-11-2023 Hitnotering (week 126): 18-11-2023 | Hitnotering (week 1 t/m 97): 06-10-2018 t/m 08-08-2020 Hitnotering (week 98 t/m 100): 10-10-2020 t/m 24-10-2020 Hitnotering (week 101): 21-11-2020 Hitnotering (week 102 t/m 107): 09-01-2021 t/m 13-02-2021 Hitnotering (week 108 t/m 114): 27-02-2021 t/m 10-04-2021 Hitnotering (week 115 t/m 118): 01-05-2021 t/m 22-05-2021 Hitnotering (week 119): 07-01-2023 Hitnotering (week 120 t/m 121): 29-04-2023 t/m 06-05-2023 Hitnotering (week 122): 07-10-2023 Hitnotering (week 123 t/m 125): 21-10-2023 t/m 04-11-2023 Hitnotering (week 126): 18-11-2023 | Hitnotering (week 1 t/m 97): 06-10-2018 t/m 08-08-2020 Hitnotering (week 98 t/m 100): 10-10-2020 t/m 24-10-2020 Hitnotering (week 101): 21-11-2020 Hitnotering (week 102 t/m 107): 09-01-2021 t/m 13-02-2021 Hitnotering (week 108 t/m 114): 27-02-2021 t/m 10-04-2021 Hitnotering (week 115 t/m 118): 01-05-2021 t/m 22-05-2021 Hitnotering (week 119): 07-01-2023 Hitnotering (week 120 t/m 121): 29-04-2023 t/m 06-05-2023 Hitnotering (week 122): 07-10-2023 Hitnotering (week 123 t/m 125): 21-10-2023 t/m 04-11-2023 Hitnotering (week 126): 18-11-2023 | Hitnotering (week 1 t/m 97): 06-10-2018 t/m 08-08-2020 Hitnotering (week 98 t/m 100): 10-10-2020 t/m 24-10-2020 Hitnotering (week 101): 21-11-2020 Hitnotering (week 102 t/m 107): 09-01-2021 t/m 13-02-2021 Hitnotering (week 108 t/m 114): 27-02-2021 t/m 10-04-2021 Hitnotering (week 115 t/m 118): 01-05-2021 t/m 22-05-2021 Hitnotering (week 119): 07-01-2023 Hitnotering (week 120 t/m 121): 29-04-2023 t/m 06-05-2023 Hitnotering (week 122): 07-10-2023 Hitnotering (week 123 t/m 125): 21-10-2023 t/m 04-11-2023 Hitnotering (week 126): 18-11-2023 | Hitnotering (week 1 t/m 97): 06-10-2018 t/m 08-08-2020 Hitnotering (week 98 t/m 100): 10-10-2020 t/m 24-10-2020 Hitnotering (week 101): 21-11-2020 Hitnotering (week 102 t/m 107): 09-01-2021 t/m 13-02-2021 Hitnotering (week 108 t/m 114): 27-02-2021 t/m 10-04-2021 Hitnotering (week 115 t/m 118): 01-05-2021 t/m 22-05-2021 Hitnotering (week 119): 07-01-2023 Hitnotering (week 120 t/m 121): 29-04-2023 t/m 06-05-2023 Hitnotering (week 122): 07-10-2023 Hitnotering (week 123 t/m 125): 21-10-2023 t/m 04-11-2023 Hitnotering (week 126): 18-11-2023 |
| Week: | 1 | 2 | 3 | 4 | 5 | 6 | 7 | 8 | 9 | 10 | 11 | 12 | 13 | 14 | 15 | 16 | 17 | 18 | 19 | 20 | 21 | 22 | 23 |
| --- | --- | --- | --- | --- | --- | --- | --- | --- | --- | --- | --- | --- | --- | --- | --- | --- | --- | --- | --- | --- | --- | --- | --- |
| Positie: | 91 | 24 | 9 | 3 | 2 | 1 | 1 | 1 | 1 | 1 | 1 | 2 | 3 | 2 | 2 | 2 | 3 | 4 | 5 | 7 | 5 | 6 | 11 |
| Week: | 24 | 25 | 26 | 27 | 28 | 29 | 30 | 31 | 32 | 33 | 34 | 35 | 36 | 37 | 38 | 39 | 40 | 41 | 42 | 43 | 44 | 45 | 46 |
| Positie: | 9 | 9 | 11 | 16 | 18 | 23 | 21 | 19 | 28 | 28 | 33 | 31 | 27 | 34 | 39 | 46 | 49 | 42 | 50 | 42 | 43 | 46 | 43 |
| Week: | 47 | 48 | 49 | 50 | 51 | 52 | 53 | 54 | 55 | 56 | 57 | 58 | 59 | 60 | 61 | 62 | 63 | 64 | 65 | 66 | 67 | 68 | 69 |
| Positie: | 40 | 41 | 44 | 50 | 51 | 52 | 53 | 63 | 53 | 59 | 74 | 78 | 65 | 68 | 71 | 74 | 55 | 77 | 98 | 41 | 54 | 69 | 74 |
| Week: | 70 | 71 | 72 | 73 | 74 | 75 | 76 | 77 | 78 | 79 | 80 | 81 | 82 | 83 | 84 | 85 | 86 | 87 | 88 | 89 | 90 | 91 | 92 |
| Positie: | 74 | 75 | 77 | 73 | 69 | 77 | 79 | 84 | 71 | 71 | 77 | 70 | 76 | 74 | 71 | 73 | 72 | 87 | 76 | 82 | 85 | 88 | 95 |
| Week: | 93 | 94 | 95 | 96 | 97 | | 98 | 99 | 100 | | 101 | | 102 | 103 | 104 | 105 | 106 | 107 | | 108 | 109 | 110 | 111 |
| Positie: | 90 | 85 | 92 | 95 | 97 | uit | 99 | 92 | 89 | uit | 95 | uit | 87 | 92 | 88 | 89 | 96 | 99 | uit | 89 | 98 | 98 | 96 |
| Week: | 112 | 113 | 114 | | 115 | 116 | 117 | 118 | | 119 | | 120 | 121 | | 122 | | 123 | 124 | 125 | | 126 | | |
| Positie: | 90 | 97 | 93 | uit | 89 | 99 | 99 | 100 | uit | 81 | uit | 90 | 73 | uit | 92 | uit | 100 | 78 | 100 | uit | 99 | uit | |

### NederlandseMega Top 50
| Hitnotering: 13-10-2018 t/m 11-05-2019 | Hitnotering: 13-10-2018 t/m 11-05-2019 | Hitnotering: 13-10-2018 t/m 11-05-2019 | Hitnotering: 13-10-2018 t/m 11-05-2019 | Hitnotering: 13-10-2018 t/m 11-05-2019 | Hitnotering: 13-10-2018 t/m 11-05-2019 | Hitnotering: 13-10-2018 t/m 11-05-2019 | Hitnotering: 13-10-2018 t/m 11-05-2019 | Hitnotering: 13-10-2018 t/m 11-05-2019 | Hitnotering: 13-10-2018 t/m 11-05-2019 | Hitnotering: 13-10-2018 t/m 11-05-2019 | Hitnotering: 13-10-2018 t/m 11-05-2019 | Hitnotering: 13-10-2018 t/m 11-05-2019 | Hitnotering: 13-10-2018 t/m 11-05-2019 | Hitnotering: 13-10-2018 t/m 11-05-2019 | Hitnotering: 13-10-2018 t/m 11-05-2019 | Hitnotering: 13-10-2018 t/m 11-05-2019 |
| Week:                                  | 1                                      | 2                                      | 3                                      | 4                                      | 5                                      | 6                                      | 7                                      | 8                                      | 9                                      | 10                                     | 11                                     | 12                                     | 13                                     | 14                                     | 15                                     | 16                                     |
| -------------------------------------- | -------------------------------------- | -------------------------------------- | -------------------------------------- | -------------------------------------- | -------------------------------------- | -------------------------------------- | -------------------------------------- | -------------------------------------- | -------------------------------------- | -------------------------------------- | -------------------------------------- | -------------------------------------- | -------------------------------------- | -------------------------------------- | -------------------------------------- | -------------------------------------- |
| Positie:                               | 35                                     | 8                                      | 5                                      | 1                                      | 1                                      | 1                                      | 1                                      | 1                                      | 4                                      | 3                                      | 2                                      | 2                                      | 2                                      | 2                                      | 3                                      | 4                                      |
| Week:                                  | 17                                     | 18                                     | 19                                     | 20                                     | 21                                     | 22                                     | 23                                     | 24                                     | 25                                     | 26                                     | 27                                     | 28                                     | 29                                     | 30                                     | 31                                     |                                        |
| Positie:                               | 5                                      | 6                                      | 5                                      | 5                                      | 7                                      | 8                                      | 11                                     | 12                                     | 15                                     | 16                                     | 25                                     | 43                                     | 43                                     | 47                                     | 47                                     | uit                                    |

### NPO Radio 2 Top 2000
| Nummer met noteringen in de NPO Radio 2 Top 2000 | '18 | '19 | '20 | '21 | '22 | '23 | '24 |
| ------------------------------------------------ | --- | --- | --- | --- | --- | --- | --- |
| Duurt te lang                                    | 477 | 144 | 367 | 518 | 892 | 725 | 868 |

1. ↑  Een vetgedrukt getal geeft de hoogste notering aan.
2. ↑  2018 was het eerste jaar met een notering voor dit nummer.